# Kleiner Rochen
Der Kleine Rochen (Leucoraja erinacea), auch Igelrochen oder Kleiner Igelrochen, ist eine Art aus der Familie der Echten Rochen (Rajidae), der im nordwestlichen Atlantik vor der östlichen US-Küste vorkommt. Von der IUCN wird diese Art als potenziell gefährdet eingestuft.

## Merkmale
Der Kleine Rochen besitzt eine stark abgerundete Schnauze und hat eine abgerundete, rautenförmige Brustscheibe, die dunkelbraun, rostrot oder grau ist. Diese ist mit zahlreichen kleinen Flecken besetzt die einen Durchmesser von ca. 1 bis 2 Zentimeter haben. Die Kanten der Brustflossen sind blasser. Auf der Unterseite ist er weiß oder hell grau. Beide Rückenflossen liegen am Schwanz nahe beieinander. Der schlanke Schwanzstiel des Leucoraja erinacea ist etwa so lange wie sein Körper. Diese Spezies wird maximal 60 Zentimeter lang, meistens 40 bis 50 Zentimeter. Die Kleinen Rochen erlangen eine Breite vom etwa 1,2-fachen der Körperlänge und wiegen etwa 0,3 bis 1 Kilogramm. Sie erreichen meistens ein Alter von 5 Jahren, maximal 8.
Der Kleine Rochen besitzt Lorenzinische Ampullen, ein Sinnesorgan unter der Haut am Kopf, das die Wahrnehmung elektrischer Felder und von Temperaturunterschieden ermöglicht. Damit kann er seine Beute aufspüren, die schwache elektrische Felder erzeugt. Man nimmt an, dass er auch das Erdmagnetfeld wahrnehmen kann und dieses Organ als Kompass fungiert.
Am Schwanz besitzt der Kleine Rochen ein Elektroplax, das elektrische Spannung erzeugen kann. Dieses Organ wird nicht zur Jagd genutzt. Man vermutet, dass das Elektroplax stattdessen zur Kommunikation oder zur Lokalisierung von Artgenossen dient.
Eine sehr ungewöhnliche Entdeckung wurde in der Nähe von Fisher’s Island südlich von New London gemacht: Ein gefischtes Exemplar war zwittrig. Es besaß auf der linken Körperseite gut ausgeprägte Hoden, auf der rechten Körperseite waren jugendliche Eierstöcke ausgeprägt.
Die Differenzierung von Leucoraja ocellata ist oft recht schwer, denn die Tiere besitzen die gleiche Form, man kann sie nur aufgrund des unterschiedlichen Fleckenmusters unterscheiden. Da bei Leucoraja ocellata Flecken fehlen können, werden diese zwei Arten oft verwechselt.
Der Kleine Rochen besitzt 38–66 Reihen von runden Zähnen auf Platten, zum Zermahlen von Beute angepasst.
Weibliche Exemplare tragen kleine Hautstacheln verstreut auf dem Kopf, der Schnauze, den Schultern und an den Seiten des Schwanzes. Meist lassen sich keine Stacheln entlang der Mittellinie oder der Rückseite des Schultergürtels finden. Männchen besitzen weniger Stacheln als Weibchen, da sie während der Geschlechtsreifung die meisten verlieren. Ansonsten lassen sich die Stacheln an denselben Stellen wie bei den weiblichen Exemplaren finden.

## Verbreitung und Ökologie

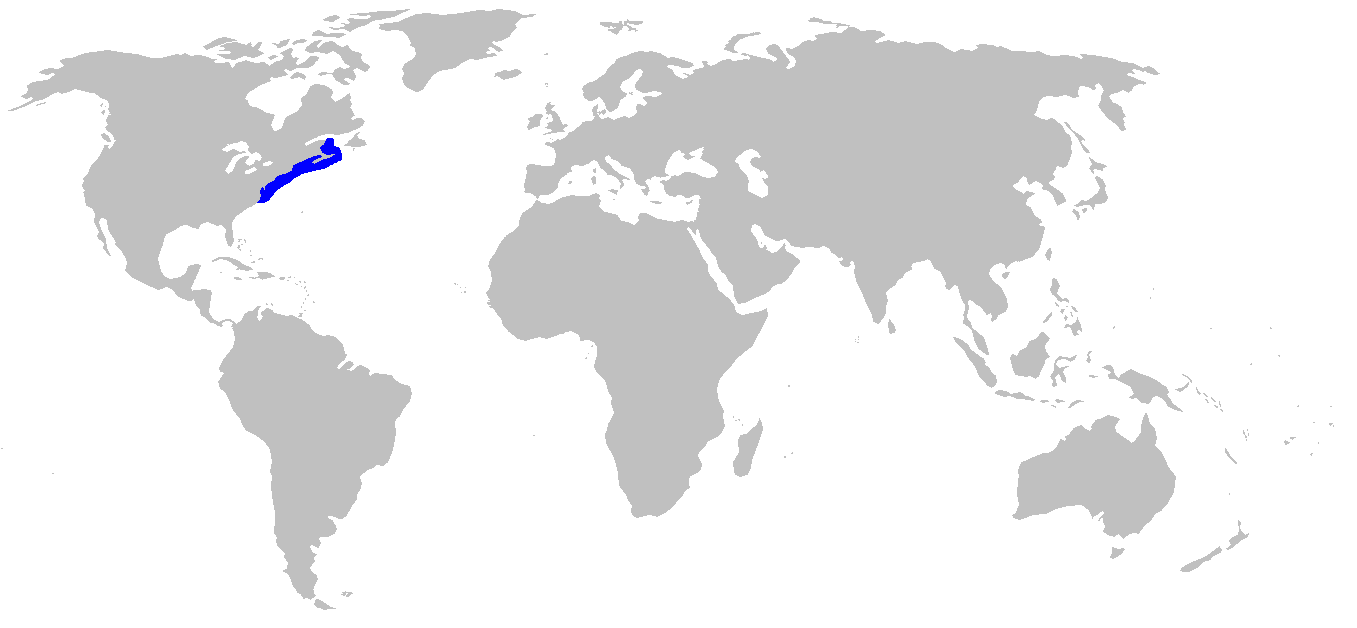
Das Verbreitungsgebiet des Leucoraja erinacea

Leucoraja erinacea lebt entlang der östlichen US-Küste, von der Neufundlandbank und dem nordöstlichen Neufundland bis nach South Carolina. Die meisten Exemplare kommen in der Nähe des Scotian Schelfs in Kanada vor. Im Golf von Maine sind sie die häufigste Rochenspezies.
Generell wandern Kleine Rochen nicht weit, im Sommer befinden sie sich eher im küstennahen Gebiet, im Winter eher im tiefen Wasser. Ob das wirklich in allen Verbreitungsgebieten so ist, bleibt fraglich, da verschiedene Quellen diese Migration unterschiedlich beschreiben und Exemplare in manchen Jahreszeiten auch in anderen Tiefen gefunden wurden.
Diese Rochen halten sich typischerweise über sandigen Böden in Tiefen von ca. 90 m auf. Sie wurden aber auch schon in Tiefen von 400 m gefangen. Im Sommer bevorzugen sie eine Wassertemperatur von ca. 2–13 °C und halten sich meist in einer Tiefe von 11–120 m auf. Im Herbst findet man sie in einer Tiefe von ca. 1–400 m und in Temperaturen von 5–21 °C. Sie treten nur im Salzwasser auf, die optimale Salinität des Meeres beträgt 29–33 ‰.

## Lebensweise
Generell ernähren sich diese Rochen von Wirbellosen, wie etwa Krabben, Garnelen, Würmern, Muscheln, Tintenfischen, aber auch von kleinen Fischen und Ruderfußkrebsen. Sie sind nachtaktiv und verbringen den Tag am Boden, leicht eingegraben im Sand.
Seine Fressfeinde sind kleine Haie, zum Beispiel der Sandbankhai, andere Rochen und Kegelrobben.
Da diese Rochen so nahe an der Wasseroberfläche leben, können sie mit Menschen in Kontakt kommen. Wenn man auf diese Rochen tritt oder sie berührt, kann man sich an den Stacheln verletzen. Die Stacheln enthalten kein Gift, ihr elektrisches Organ kann den Menschen nicht verletzen.
Parasiten des Kleinen Rochens sind die Protozoen Caliperia brevipes, Haemogregarina delagei, und Trypanosoma rajae. Chloromyxum leydigi und Leptotheca agilis sowie Fadenwürmer (wie Pseudanisakis tricupola) und Ruderfußkrebse (Eudactylina corrugata und Lernaeopodina longimana).

### Fortpflanzung

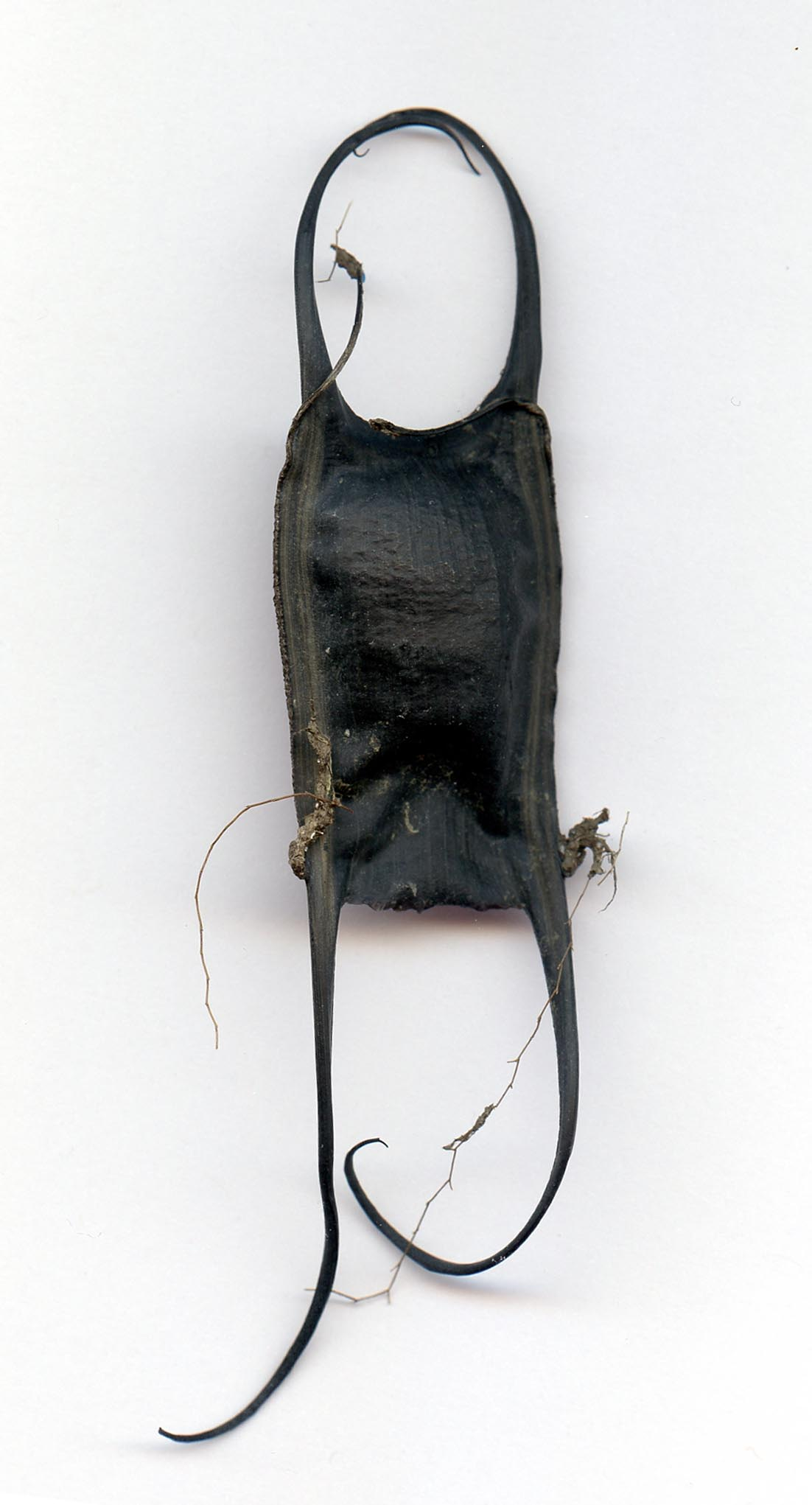
Eine angespülte Eikapsel bei Long Beach (New York)

Diese Rochenart legt Eier. Entlang der Bauchflossen besitzen Männchen zwei lange rohrartige Klaspern zur Übertragung der Spermien. Die Fortpflanzung der Art scheint an keine Jahreszeit gebunden zu sein, zweimal im Jahr scheint es jedoch mehr trächtige Exemplare zu geben: von Oktober bis Dezember und von April bis Mai. Sie legen auch das ganze Jahr über Eier, hauptsächlich von Oktober bis Januar und von Juni bis Juli. Die Eikapseln sind zunächst bernsteinfarben oder goldgelb, sie werden jedoch mit der Zeit dunkelgrün. Sie sind länglich und haben an den Spitzen kleine steife Hörner und werden an sandigen oder schlammigen Wohngebieten abgelegt und dort an Algen befestigt. Die Eier sind 4,5–6 cm lang und 2,5–4,5 cm breit. es werden ca. 10 bis 35 Eier jährlich gelegt. Das Eigelb enthält alle organischen Materialien für die Entwicklung des Embryos. Das Schlüpfen erfolgt in einem Aquarium unter guten Bedingungen ca. 5 bis 6 Monate nach der Ablage, in der Natur kann dies länger dauern, vor allem in Jahreszeiten mit niedrigeren Temperaturen. Die Jungen schlüpfen durch eine Queröffnung der Kapsel und sind ca. 10 cm groß. Die leere schwarze Kapsel kann am Strand gefunden werden.

## Gefährdung
Die größte Gefahr für den Kleinen Rochen geht vom Hummerfang aus, da er als Hummerköder benutzt wird. Eine weitere Gefahr ist die Schleppnetzfischerei, besonders mit Grundschleppnetzen, bei der er als Beifang unbeabsichtigt mitgefangen wird. Derzeit gibt es kein Schutzprogramm für diese Art, es ist jedoch eines vorbereitet, falls die Bestandszahlen auf einen bestimmten Wert fallen sollten. Man kann aber annehmen, dass dieser Wert bald unterschritten sein wird, da in dem recht kleinen Verbreitungsgebiet intensiv gefischt wird. Die IUCN fordert genauere Angaben der Fangzahlen, eine genauere Erforschung der Lebensweise des Tieres und mehr staatliche Untersuchungen des Bestandes. Außerdem sollte man beginnen Ziel- und Grenzwerte für Bestand und Fangquoten zu entwickeln.
Aus diesen Gründen ist der Kleine Rochen als potenziell gefährdet eingestuft.

## Belege
1. 1 2 3  Antal Vida: 365 Fische. Tandem Verlag 2006, ISBN 3-8331-2070-3, S. 35.
2. ↑  Theodor C. H. Cole: Wörterbuch der Tiernamen. Springer Spektrum Berlin Heidelberg 2015, 2. Auflage, S. 379. ISBN 978-3-662-44241-8.
3. ↑  Leucoraja erinacea auf Fishbase.org (englisch)
4. 1 2 3 4  Leucoraja erinacea in der Roten Liste gefährdeter Arten der IUCN 2017-1. Eingestellt von: J. Sulikowski, D. W. Kulka, T. Gedamke, 2008-12-01.
5. 1 2 3 4 5 6 7 8 9 10  Kimberly Kittle: Little Skate. Florida Museum of Natural History, abgerufen am 3. August 2017 (englisch).
6. ↑  Benjamin L.King, Ling Fang Shi, Peter Kao, William T. Clusin: Calcium activated K+ channels in the electroreceptor of the skate confirmed by cloning. Details of subunits and splicing. In: Gene, 578, Nr. 1, 2016, S. 63–73.
7. ↑  Jayne M. Gardiner, Robert E. Hueter, Karen P. Maruska, Joseph A. Sisneros, Brandon M. Casper, David A. Mann, Leo S. Demski: Sensory physiology and behavior of elasmobranchs. In: Jeffrey C. Carrier, John A. Musick, Michael R. Heithaus (Hrsg.): Biology of sharks and their relatives. CRC Press, 9. April 2012, 2. Auflage, Kapitel 12, S. 349–401 (Google-Books Leseprobe).
8. ↑  Jayne Michelle Gardiner: Multisensory integration in shark feeding behavior. Dissertation vom 8. Dezember 2011, University of South Florida (PDF).
9. 1 2 3 4  David B. Packer, Christine A. Zetlin, and Joseph J. Vitaliano: Essential Fish Habitat Source Document: Little Skate, Leucoraja erinacea, Life History and Habitat Characteristics NOAA Tech Memo NMFS NE 175., März 2003 (// PDF; 9,9 MB).